# Veniamin But
Veniamin Yevguénevich But –en ruso, Вениамин Евгеньевич Бут– (Leningrado, URSS, 1 de agosto de 1961) es un deportista soviético que compitió en remo.
Participó en dos Juegos Olímpicos de Verano, obteniendo una medalla de plata en Seúl 1988, en la prueba de ocho con timonel, y el sexto lugar en Barcelona 1992, en el cuatro con timonel.
Ganó tres medallas en el Campeonato Mundial de Remo entre los años 1985 y 1987.

## Palmarés internacional
| Juegos Olímpicos   | Juegos Olímpicos         | Juegos Olímpicos | Juegos Olímpicos   |
| Año                | Lugar                    | Medalla          | Prueba             |
| ------------------ | ------------------------ | ---------------- | ------------------ |
| 1988               | Seúl (Corea del Sur)     | Medalla de plata | Ocho con timonel   |
| Campeonato Mundial |                          |                  |                    |
| Año                | Lugar                    | Medalla          | Prueba             |
| 1985               | Malinas (Bélgica)        | Medalla de oro   | Ocho con timonel   |
| 1986               | Nottingham (Reino Unido) | Medalla de plata | Ocho con timonel   |
| 1987               | Copenhague (Dinamarca)   | Medalla de plata | Cuatro sin timonel |